# Вудворт, Джон
Джон Мэ́йнард Ву́дворт (англ. John Maynard Woodworth; 15 августа 1837 г., Биг-Флэтс — 14 марта 1879 г., Вашингтон) — американский врач. Наблюдающий хирург Морской больничной службы при Федеральном казначействе США (1871—1879 год).
Принадлежал к политической семье Вудвортов.

## Ранняя жизнь и образование
Родился в Биг-Флэтсе в семье предков английских переселенцев из Стаффордшира. Вскоре его семья переехала из штата Нью-Йорк в округ Кейн штата Иллинойс.  В округе Ду-Пейдж он посещал семинарию в Уорренвилле. Он изучал фармацию в Университете Чикаго и некоторое время работал фармацевтом в Чикаго.
Он был одним из организаторов Академии наук Чикаго, а в 1858 году стал хранителем её музея. В этом качестве он совершил несколько поездок к западу от реки Миссисипи, чтобы собрать образцы естественной истории. В 1859 году назначенный натуралистом при Университете Чикаго он попросил основать музей естественной истории. Помимо этого в течение нескольких лет он работал в Смитсоновском институте, помогая помощнику секретаря института Спенсеру Бэрду в составлении каталога коллекций естественной истории и присылая экспедиционные коллекции из Айовы и Теннесси. Был первым жертвователем Национальной медицинской библиотеки США. Затем он решил заняться медициной: в 1850-х годах он, работая фармацевтом, посещал лекции по медицине и химии в Медицинском колледже Раша. Впоследствии, решив получить образование, в 1862 году окончил медицинский факультет Университета Линд и получил учёную степень «доктор медицины». Его дипломная работа называлась «Приемлемые фармацевтические формы для применения в медицине».

## Карьера
Почти сразу после окончания медицинского факультета он был назначен помощником хирурга в 1-й Иллинойский полк лёгкой артиллерии Армии США. Быстро продвигаясь по служебной лестнице, в 1863 году он стал хирургом и медицинским директором Армии Теннесси. Служил под началом генерала Уильяма Шермана и командовал в марше к морю поездом скорой помощи, доставлявшим больных и раненых в Саванну без потерь жизней.
После войны он стал компаньоном Пенсильванского командования Верного легиона.
После окончания Гражданской войны он провёл год в Европе, проходя разностороннее клиническое обучение в больницах Берлина и Вены. Вернувшись в Чикаго, в 1866 году он демонстрировал анатомию в Медицинском колледже Чикаго. В том же году он был назначен хирургом Дома солдата в Чикаго и санитарным инспектором городского совета по здравоохранению.

## Наблюдающий хирург
В 1871 году Вудворт был назначен наблюдающим хирургом Морской больничной службы и приступил к реформированию системы. Для медицинского персонала он перенял военную модель, проводя экзамены для заявителей вместо назначения врачей по рекомендации местного таможенного инспектора. Врачи в военной униформе больше не назначались для работы в конкретном учреждении, а назначались на общую службу. Таким образом, он создал группу мобильных профессиональных врачей, которых можно было назначать и перемещать по мере необходимости в различные морские госпитали.
В 1872 году он инициировал публикацию ежегодных отчётов Морской больничной службы. В том же году он также был одним из основателей Американской ассоциации общественного здравоохранения.
С момента своего назначения он предполагал более широкие обязанности в Морской больничной службе, выходящие далеко за рамки ухода за моряками торгового флота. В 1873 году его должность претерпела изменения и стала называться «Генеральный хирург». Он опубликовал публикации по холере и жёлтой лихорадке и заложил основы для принятия Закона о карантине 1878 года, согласно которому в течение следующих полувека Морская больничная служба постепенно перенимала карантинные функции у штатов. При жизни он санкционировал публикацию «Бюллетеней общественного здравоохранения», которые выходят и в настоящее время.
К его деятельности относится также разработка печати Морской больничной службы, состоявшей из загрязненного якоря и кадуцея Меркурия, которую он впервые использовал в 1874 году при публикации «Номенклатуры болезней». 

## Смерть
14 марта 1879 года он скоропостижно скончался от рожи и пневмонии в Вашингтоне, где и был похоронен. На его могиле изображён уже использовавшийся им и его службой знак кадуцея. Незадолго до смерти он собирался жениться на Мэгги Ханне, дочери чикагского бизнесмена

## Семья
Отец — Дэниел Вудворт (1797-1849 год). Мать — Мэри Вудворт (1803-1900 год). В штате Нью-Йорк до переезда семья его отца проживала со времени переезда его деда, Уильяма Вудворта-мл. (1763-1843 год).

## Память
В Национальном музее американской истории хранится его уникальный хирургический набор из розового дерева и латуни, включающего в себя более 77 инструмента.

## Труды
- «Больницы и больничное строительство», Вашингтон, 1874 год[2];
- «Холера эпидемия 1873 года в Соединенных Штатах», Вашингтон, 1875 год[2];
- «Безопасность судов и тех, кто на них путешествует», Кембридж, 1877 год[2].